# NOMAD (錦戸亮のアルバム)
『NOMAD』（ノマド）は、錦戸亮の1枚目のフル・アルバム。2019年12月11日にNOMAD RECORDSから発売された。本作をもってソロデビューを果たした。

## 概要
- 関ジャニ∞を脱退し、ソロ活動を開始してから初の作品。
- 自身初のフル・アルバム[注 1]。
- CDは初回限定盤A・B、通常盤の3形態で発売。
- 全曲の作詞・作曲・編曲・プロデュースを自身が手掛けており、表題曲「ノマド」等、全11曲を全形態共通で収録[17]。
  - 通常盤には、ボーナス・トラックとして「Potential」を追加収録[19]。
    - 同曲は、関ジャニ∞のライブツアー『関ジャニ∞ KAN FU FIGHTING 全国ツアー 2006 第2弾』で初披露され、以降も様々なライブで披露されてきたが、一度も音源化されていなかった自身のソロ曲である[20]。
- 初回限定盤には特典DVDを付属。
  - 初回限定盤Aには、「ノマド」と「Point of Departure」のミュージック・ビデオとメイキング映像、更にアルバム制作を追った未公開メイキング映像を収録[17]。
  - 初回限定盤Bには、同年11月から開催された自身初のソロライブツアー『錦戸亮 LIVE TOUR 2019 "NOMAD"』のドキュメンタリー映像を収録[17]。
- 2019年10月1日、「Point of Departure」のミュージック・ビデオが公開され、本作の発売が発表された[15][注 2]
- 同年10月30日、リードトラック「ノマド」が各配信サイトにて先行配信された[21]。
  - 関ジャニ∞、NEWS時代を含めてフル音源の楽曲配信は自身初である。
  - 以降、同年12月4日に「バッジ」[22]、同年12月8日に「ヤキモチ」が先行配信された[23]。
- 購入者応募特典として、全3形態のうち、いずれか2形態を購入し、キャンペーンサイトから応募した中から抽選で、無料招待制のリリース記念スペシャルイベント『錦戸亮 "NOMAD" リリース記念スペシャル・イベント』に招待されるキャンペーンを開催された[18]。

### 各形態概要
| ＃ | 曲名                     |
| -- | ------------------------ |
| 1  | ノマド                   |
| 2  | ホンキートンクラプソディ |
| 3  | 狛犬                     |
| 4  | オールドスクール         |
| 5  | ヤキモチ                 |
| 6  | いとしのエリ             |
| 7  | Point of Departure       |
| 8  | バッジ                   |
| 9  | 罰ゲーム                 |
| 10 | アンブレラ               |
| 11 | ノマド -Piano ver-       |

| ＃ | 曲名      | 形態   |
| -- | --------- | ------ |
| 12 | Potential | 通常盤 |

| 特典内容                            | 形態        |
| ----------------------------------- | ----------- |
| 特典DVD（詳細は「#特典DVD」を参照） | 初回限定盤A |
| フォトブック                        | 初回限定盤A |
| 特典DVD（詳細は「#特典DVD」を参照） | 初回限定盤B |
| スリーブケース付きBOX仕様           | 初回限定盤B |
| ライブフォトブック（48P）           | 初回限定盤B |

## 販売形態
- 発売日：2019年12月11日
  - 初回限定盤A（NOMAD-001：CD+DVD）
    - フォトブック封入

  - 初回限定盤B（NOMAD-002：CD+DVD）
    - スリーブケース付きBOX仕様
    - ライブフォトブック（48P）封入

  - 通常盤（NOMAD-003：CD）

## チャート成績

### アルバムチャート順位
- オリコンチャート
  - 初日63,769枚を売り上げ、2019年12月10日付の「オリコンデイリー CDアルバムランキング」で初登場1位を獲得した[1]。
  - 初週76,237枚を売り上げ、2019年12月23日付の「オリコン週間 CDアルバムランキング」で週間1位を獲得した[24]。
  - 初週77,693ptを記録し、2019年12月23日付の「オリコン週間 合算アルバムランキング」で週間1位を獲得した[3]。
  - 2019年12月23日付の「オリコン週間 インディーズアルバムランキング」で週間1位を獲得した[4]。
  - 初週1,456ダウンロードを記録し、2019年12月23日付の「オリコン週間 デジタルアルバムランキング」で週間7位を獲得した[5]。
  - 累計79,631枚を売り上げ、2019年12月度「オリコン月間 CDアルバムランキング」で月間1位を獲得した[6]。
  - 累計80,238枚を売り上げ、2020年度「オリコン上半期 CDアルバムランキング」で上半期15位を獲得した[7]。
  - 2020年度「オリコン年間 CDアルバムランキング」で年間40位を獲得した[8]。
  - 2020年度「オリコン年間 インディーズアルバムランキング」で年間6位を獲得した[9]。
- Billboard JAPAN
  - 初週35,379枚を売り上げ、2019年12月18日公開の「Billboard Japan Top Albums Sales」で週間2位を獲得した[10]。
  - 2019年12月18日公開の「Billboard Japan Hot Albums」で週間3位を獲得した[11]。
  - 2019年12月18日公開の「Billboard Japan Download Albums」で週間4位を獲得した[12]。
  - 2020年度「Billboard Japan Top Albums Sales Year End」で年間76位を獲得した[13]。
  - 2020年度「Billboard Japan Hot Albums Year End」で年間100位を獲得した[14]。

### 各曲チャート順位
- オリコンチャート
  - 初日2,064ダウンロードを記録し、2019年12月4日付の「オリコンデイリー デジタルシングル（単曲）ランキング」で「バッジ」が初登場2位を獲得した[25]。
- Billboard JAPAN
  - 2019年12月11日公開の「Billboard Japan Download Songs」で「バッジ」が週間34位を獲得した[26]。
  - 2019年12月18日公開の「Billboard Japan Download Songs」で「罰ゲーム」が週間29位を獲得した[27]。

## 収録曲

### CD
- 全作詞・作曲・編曲・プロデュース：錦戸亮
- ※は通常盤のみ収録。

1. ノマド - [4:35]
  - 本作のリードトラック
  - 2019年10月30日に各配信サイトにて先行配信された[21]。
  - 2019年11月16日に同曲の「Studio Ver.」のMVが公開された[28]。
2. ホンキートンクラプソディ - [3:09]
  - 3rdアルバム『Nocturnal』通常盤にボーナストラックとして同曲の「chapter2.」を収録[29]。
3. 狛犬 - [4:33]
4. オールドスクール - [2:22]
5. ヤキモチ - [3:27]
  - 2019年12月8日に各配信サイトにて先行配信された[23]。
6. いとしのエリ - [3:43]
7. Point of Departure (Instrumental) - [1:50]
  - 2019年10月1日にMVが公開された。
  - 曲間が無く、次曲「バッジ」に繋がるようになっている。
8. バッジ - [3:21]
  - 2019年12月4日に各配信サイトにて先行配信された[22]。
9. 罰ゲーム - [4:32]
10. アンブレラ - [5:11]
11. ノマド -Piano ver- - [5:17]
  - 本作のリードトラックのピアノバージョン
12. Potential - [4:40] ※
  - 通常盤のボーナストラック。
  - 関ジャニ∞時代の自身のソロ曲[20]。

### 特典DVD

#### 初回限定盤A
| #  | タイトル                                   | 作詞 | 作曲・編曲 |
| -- | ------------------------------------------ | ---- | ---------- |
| 1. | 「ノマド」(Music Video)                    |      |            |
| 2. | 「ノマド」(Music Video Making)             |      |            |
| 3. | 「Point of Departure」(Music Video)        |      |            |
| 4. | 「Point of Departure」(Music Video Making) |      |            |
| 5. | 「Album Jacket Shoot Making」              |      |            |

#### 初回限定盤B
| #  | タイトル                                             | 作詞 | 作曲・編曲 |
| -- | ---------------------------------------------------- | ---- | ---------- |
| 1. | 「RYO NISHIKIDO LIVE TOUR 2019 "NOMAD" DOCUMENTARY」 |      |            |

## 収録作品

### アルバム
ホンキートンクラプソディ
- 3rdアルバム『Nocturnal』(通常盤)

※「chapter2.」を収録。

### 映像作品

#### ライブ映像
ノマド

ホンキートンクラプソディ
- 1stライブBlu-ray/DVD『錦戸亮 LIVE TOUR 2019 "NOMAD"』

※通常盤の特典CDにはライブ音源を収録。
- 特典ライブBlu-ray/DVD『錦戸亮 FAN MEETING 2020 at OSAKA』
- 2ndアルバム『Note』(WIZY限定盤・初回限定盤 特典Blu-ray/DVD)
- 3rdライブBlu-ray/DVD『錦戸亮 LIVE TOUR 2021 "Note"』

※通常盤の特典CDにはライブ音源を収録。
- 4thライブBlu-ray/DVD『錦戸亮 LIVE 2021 "SHABBY"』

※特別仕様盤の特典Blu-ray/DVDにも収録。
※通常盤の特典CDにはライブ音源を収録。
- 5thライブBlu-ray/DVD『錦戸亮 LIVE TOUR 2022 "Nocturnal"』

※通常盤の特典CDにはライブ音源を収録。
- 6thライブBlu-ray/DVD『錦戸亮 LIVE TOUR 2024 "NOMADOFNOWHERE"』(特別仕様Untitled盤 特典Blu-ray/DVD)

※特典CDにはライブ音源を収録。

狛犬
- 1stライブBlu-ray/DVD『錦戸亮 LIVE TOUR 2019 "NOMAD"』

※通常盤の特典CDにはライブ音源を収録。
- 特典ライブBlu-ray/DVD『錦戸亮 FAN MEETING 2020 at OSAKA』
- 2ndアルバム『Note』(WIZY限定盤・初回限定盤 特典Blu-ray/DVD)
- 2ndライブBlu-ray/DVD『錦戸亮 LIVE 2021 "Note"』

※特典CDにはライブ音源を収録。
- 3rdライブBlu-ray/DVD『錦戸亮 LIVE TOUR 2021 "Note"』(初回限定盤 特典映像)

※初回限定盤の特典CDにはライブ音源を収録。
- 4thライブBlu-ray/DVD『錦戸亮 LIVE 2021 "SHABBY"』

※特別仕様盤の特典Blu-ray/DVDにも収録。
※通常盤の特典CDにはライブ音源を収録。
- 3rdアルバム『Nocturnal』(特別仕様LIVE盤 特典Blu-ray/DVD)

※通常盤の特典CDにはライブ音源を収録。

オールドスクール
- 1stライブBlu-ray/DVD『錦戸亮 LIVE TOUR 2019 "NOMAD"』

※通常盤の特典CDにはライブ音源を収録。
- 6thライブBlu-ray/DVD『錦戸亮 LIVE TOUR 2024 "NOMADOFNOWHERE"』

※通常盤の特典CDにはライブ音源を収録。

ヤキモチ
- 1stライブBlu-ray/DVD『錦戸亮 LIVE TOUR 2019 "NOMAD"』

※通常盤の特典CDにはライブ音源を収録。
- 4thライブBlu-ray/DVD『錦戸亮 LIVE 2021 "SHABBY"』

※通常盤の特典CDにはライブ音源を収録。
- 5thライブBlu-ray/DVD『錦戸亮 LIVE TOUR 2022 "Nocturnal"』

※通常盤の特典CDにはライブ音源を収録。

いとしのエリ
- 1stライブBlu-ray/DVD『錦戸亮 LIVE TOUR 2019 "NOMAD"』

※通常盤の特典CDにはライブ音源を収録。

Point of Departure
- 1stライブBlu-ray/DVD『錦戸亮 LIVE TOUR 2019 "NOMAD"』

※通常盤の特典CDにはライブ音源を収録。
- 3rdライブBlu-ray/DVD『錦戸亮 LIVE TOUR 2021 "Note"』

※通常盤の特典CDにはライブ音源を収録。

バッジ
- 1stライブBlu-ray/DVD『錦戸亮 LIVE TOUR 2019 "NOMAD"』

※通常盤の特典CDにはライブ音源を収録。
- 3rdライブBlu-ray/DVD『錦戸亮 LIVE TOUR 2021 "Note"』

※通常盤の特典CDにはライブ音源を収録。

罰ゲーム
- 1stライブBlu-ray/DVD『錦戸亮 LIVE TOUR 2019 "NOMAD"』

※通常盤の特典CDにはライブ音源を収録。
- 3rdライブBlu-ray/DVD『錦戸亮 LIVE TOUR 2021 "Note"』

※通常盤の特典CDにはライブ音源を収録。
- 6thライブBlu-ray/DVD『錦戸亮 LIVE TOUR 2024 "NOMADOFNOWHERE"』

※通常盤の特典CDにはライブ音源を収録。

アンブレラ
- 1stライブBlu-ray/DVD『錦戸亮 LIVE TOUR 2019 "NOMAD"』

※通常盤の特典CDにはライブ音源を収録。
- 3rdライブBlu-ray/DVD『錦戸亮 LIVE TOUR 2021 "Note"』

※通常盤の特典CDにはライブ音源を収録。
- 6thライブBlu-ray/DVD『錦戸亮 LIVE TOUR 2024 "NOMADOFNOWHERE"』

※通常盤の特典CDにはライブ音源を収録。

Potential
- 1stライブBlu-ray/DVD『錦戸亮 LIVE TOUR 2019 "NOMAD"』

※通常盤の特典CDにはライブ音源を収録。

#### ミュージック・ビデオ
ノマド

## カバー
Point of Departure
- 赤西仁（2020年9月9日発売、N/A アルバム『NO GOOD』収録）

## 関連ライブ
- 錦戸亮 LIVE TOUR 2019 "NOMAD"（2019年11月1日 - 12月19日、全16公演）

- 錦戸亮 "NOMAD" リリース記念スペシャル・イベント（2019年12月16日・19日、全2公演）

## 発売記念イベント
『錦戸亮 "NOMAD" リリース記念スペシャル・イベント』（にしきどりょう ノマド リリースきねんスペシャル イベント）は、2019年12月16日・19日に開催された、本作のリリースを記念した錦戸亮のイベント。

### 開催概要
- 自身初のソロリリースイベント[注 4]。
- 本イベントは、本作の購入者応募特典として抽選で招待された、無料招待制のリリース記念イベントである[17]。
- 本イベントでは、バラエティ企画が主に実施され、ライブパフォーマンスは「ノマド -Piano ver.-」のみ披露[注 5]となった。
- 2020年4月15日、自身の1stライブBlu-ray/DVD『錦戸亮 LIVE TOUR 2019 "NOMAD"』WIZY限定盤の特典Blu-ray/DVDにて、本イベントの模様が初収録された[32][33][34]。

### 公演日程
| 年     | 月   | 日   | 時間  | 会場                        |
| ------ | ---- | ---- | ----- | --------------------------- |
| 2019年 | 12月 | 16日 | 16:00 | 神戸国際会館（兵庫県）      |
| 2019年 | 12月 | 19日 | 16:00 | LINE CUBE SHIBUYA（東京都） |